# Мор (игра)
«Мор» (Pathologic 2 за пределами СНГ) — компьютерная игра, разработанная российской студией Ice-Pick Lodge и выпущенная компанией tinyBuild для платформ Windows, PlayStation 4, Xbox One в 2019 году. «Мор» является расширенным ремейком игры «Мор (Утопия)» 2005 года от тех же разработчиков; подобно оригинальной игре, «Мор» совмещает в себе элементы детективного квеста, action, компьютерной ролевой игры и симулятора выживания. Сами разработчики характеризуют жанр игры как «симулятор выживания в условиях эпидемии», утверждая, что в игре достаточно изменений и новшеств, чтобы назвать её отдельной игрой, а не ремейком. Действие игры происходит в провинциальном городке, поражённом эпидемией заразной болезни; на главного героя — врача — возлагается в конечном счёте спасти город от уничтожения. В отличие от оригинала, где игроку предлагались три сюжетные линии с разными героями, в ремейке игроку доступен лишь один герой, Гаруспик (не считая Бакалавра в демо-версии).

## Игровой процесс
Действие игры разворачивается в неком степном городе, расположенном на вымышленной реке Горхон (в связи с чем его могут называть Городом-на-Горхоне), прилегающей к нему степи, а также в нескольких дополнительных объектах (термитник, кладбище и т. д.). От действий игрока зачастую напрямую зависит, какие районы будут заражены чумой, а какие останутся здоровыми, а путешествие через заражённые районы (которое игрок должен совершать для выполнения некоторых задач или для сбора припасов) значительно повышает риск заражения. Местная культура представляет собой слияние русских, европейских и степных традиций. Культура степняков, как и в оригинале, отчасти вдохновлена бурятской культурой, в частности, многие персонажи игры используют в своей речи слова и даже целые фразы на бурятском языке — например, главного героя степняки называют бурятским словом «эмшэн» — «доктор» (что было представлено ещё в оригинальной игре — в частности, в одной из локаций можно было слышать голос Исидора Бураха, говорящего на бурятском языке; кроме того, один из трейлеров HD-переиздания «Мор (Утопия)» был также на бурятском языке). Культура же самого Государства, в пределах которого располагается Город, больше отсылает к европейской культуре. Помимо людей, игроку будут встречаться также разумные гуманоидные существа одо́нги (они же «черви»), а изредка — ещё более странные создания. Точную временную эпоху действия игры, как и в оригинале, установить сложно, но подразумевается, что это примерно середина двадцатого века.
События «Мор» происходят в течение игровых суток, состоящих из дня и короткой ночи. В течение светлого времени суток игроку будет доступно большинство занятий, а горожане будут заниматься своими повседневными делами (если район не заражён); магазины будут открыты, дети будут играть в парках и на улицах, а жители будут перемещаться по городу. С наступлением полуночи начинается ночная фаза. Многие события, которые могли произойти в течение предыдущего дня, будут заблокированы либо до следующего дня, а в некоторых случаях и навсегда. Ночью большинство магазинов закрывается, в городе остаётся мало жителей, за исключением ночных стражников, а на игрока могут напасть бандиты, которые также могут ограбить любого застигнутого врасплох горожанина. Каждый вечер в театре в центре города проходит представление. Эти короткие постановки состоят из причудливых и сюрреалистических сцен, которые загадочным образом предсказывают будущие события. После представления в случайной точке города открывается «Лавка мёртвых вещей», в которой игрок может обменять бесполезные «мёртвые» предметы (например, обёртки, разбитые бутылки или использованные бинты) на различные, иногда очень редкие товары.
Игрок может получить предметы тремя основными способами: их можно купить в магазинах или у торговцев, выменять у горожан или найти в контейнерах в игровом мире. Магазины часто становятся единственным источником редких предметов, таких как качественная еда, антибиотики или хирургическое оборудование, но за них обычно приходится платить очень большие деньги. Многие предметы можно менять на другие, что позволит игроку избавиться от бесполезных предметов (например, свечей или мыла) и получить полезные. Каждый предмет при обмене имеет свою ценность, которая показывает, насколько человек заинтересован в этом предмете. От личности человека зависит, какими предметами он будет готов торговать и какие предметы из инвентаря игрока его заинтересуют. Например, рабочие обычно отдают предпочтение таким предметам, как зубило или точильный камень, и готовы отдать инструменты, которые игрок может использовать для ремонта своих предметов. Поиск предметов в контейнерах — это способ получить предметы без материального ущерба, однако у него есть и свои минусы. В мусорных баках часто можно найти какие-то предметы, но они редко бывают полезными. Более ценные материалы можно найти внутри домов, но чтобы добраться до них, нужно либо совершить кражу со взломом и, как следствие, стать презираемым обществом, либо проникнуть в заброшенный дом, заражённый чумой. Игрок также может получить внутренние органы, вскрывая трупы, при наличии у него скальпеля. Органы продаются по очень высокой цене и иногда могут быть полезны, но процесс их получения не одобряется горожанами, и игрок может потерять их доверие, если будет делать это слишком часто.
В любой момент игрок можно обратиться к «Карте мыслей», на которой отображаются все важные события игры. «Мор» специально разработана таким образом, чтобы, особенно в конце дня, у игрока не было возможности изучить все любопытные места за один день, и ему придётся выбирать то, что он посчитает более важным, при этом понимая, что может потерять возможность изучить некоторые события после окончания дня.
Важным элементом игрового процесса является выбор игрока, который зачастую будет влиять на весь дальнейший сюжет игры, давая или отбирая у игрока ту или иную возможность. Чаще всего он будет заставлять игрока выбирать между выгодой и моралью (например, кого спасти: знающего многое о мире игры персонажа или молящего о помощи ребёнка), однако иногда он будет вертеться и вокруг чего-то одного: игрок может как отругать напуганную девочку, чуть не погибшую из-за своей доверчивости, так и утешить её. Иногда выбор требуется совершать, не зная его условий. Самым же важным аспектом выбора будет то, что бездействие игрока тоже будут считаться его выбором, причём иногда поощряемым игрой (некоторые квесты, вне зависимости от пути их выполнения, лишь навредят игроку, что побуждает игрока их просто не проходить), однако из-за этого же аспекта, если игрок не нашёл какой-либо «секретный» квест или способ его прохождения, то игра обвинит игрока именно в выборе, а не в том, что он не нашёл решение.
Окружающий мир может видоизменяться по ходу игры. Например, появление «Лавки мёртвых вещей» каждую ночь на новом месте, ежедневная (кроме 7-го и 8-го дня) инфляция на все товары, пересыхание источников воды, персонажи могут умирать даже не заболев, дети из Города (кроме квестовых и детей Многогранника) могут быть внезапно эвакуированы, а в прибывшей под конец игры Армии может неожиданно подняться мятеж. Кроме того несколько раз в Город будут прибывать особые «гости» (в их числе Армия), каждый из который в корне изменяет игру.
Невозможность успеть во все любопытные места, в игре условна, и, чисто технически, игрок, знающий что, где и когда произойдёт, способен успеть всюду и спасти всех значимых персонажей и при этом получить любую концовку. В помощь игроку здесь будет также Марк Бессмертник, временами предупреждающий его о будущих событиях.

## Сюжет
Игра начинается двенадцатого дня. Персонаж по имени Марк Бессмертник говорит главному герою, что «предыдущая постановка обернулась провалом», поэтому «всё придётся начинать сначала». Затем один из Исполнителей (санитаров-мортусов в «птицевидных» костюмах) направляет главного героя в Собор, где будет принято окончательное решение о судьбе Города-на-Горхоне. Протагонист идёт по практически вымершему городу, где кругом лежат трупы умерших от чумы, горят дома и бегают тарбаганчики. Большую часть живых людей в городе составляют патрульные солдаты из столицы. Их главнокомандующий Александр Блок вместе с инквизитором Аглаей Лилич встречают главного героя в Соборе и решительно отвергают все его попытки спасти город от уничтожения артиллерией (для предотвращения дальнейшего распространения заразы). После чего появляется Марк Бессмертник и даёт протагонисту возможность начать все заново.
Артемий Бурах, также известный как Гаруспик, шесть лет назад уехал из родного города в столицу чтобы выучиться на профессионального хирурга. Ему приходит тревожное письмо отца с просьбой о помощи. Он едет на поезде, движущемся в сторону Города-на-Горхоне, в компании единственного и странного попутчика. Его пребывание в вагоне несколько раз прерывается видениями. Когда он, наконец, доезжает до места назначения, на него нападает пятеро человек, трое из которых погибают от его рук, а остальные убегают. Выясняется, что этой ночью в городе был убит некий важный человек, и в этом преступлении подозревают Артемия. Через какое-то время Гаруспик узнаёт, что Исидор Бурах, его отец, также был убит. Теперь ему предстоит доказать свою невиновность, найти убийцу своего отца, а также помочь родному городу справиться с ужасной катастрофой, что нависла над ним.
В игре четыре концовки, которые зависят от действий игрока: спасения им «приближённых» (в случае Гаруспика, это семь детей из списка Исидора Бураха, имеющих большую важность для сюжета и несколько раз за него неизбежно попадающих в смертельную опасность) и успеха в доставке приказа Инквизитора Полководцу на одиннадцатый день.
- Дневной финал — достигается путём выживания примерно половины «приближённых» и успешной доставке приказа Полководцу. Армейская артиллерия уничтожает Многогранник, из-под основания вдруг начинает течь Живая Кровь — жидкость, необходимая для панацеи (лекарства от чумы). Горожане счастливы и радуются окончанию бедствия, однако чудеса на этой земле умирают вместе с Самозванкой.
- Ночной финал — путь получения аналогичен дневному финалу, однако Полководец не должен получить приказ. Наступает ночь, многие горожане сходят с ума и вынуждены бежать в степи. Город заполоняют живые воплощения Чумы. В городе остаётся лишь ряд значимых для сюжета персонажей, в числе которых находятся Самозванка, Старшина Боен и Марк Бессмертник.
- Сделка — заключить сделку с Попутчиком на обман Бессмертника, что приведёт последнего в бешенство, и получить один из вышеуказанных финалов. Марк встретит Гаруспика в театре и с позором прогонит его со сцены, после чего тот окажется в вагончике с Попутчиком, который скажет, что теперь они с ним связаны навеки. Также этот финал вызовет насмешки со стороны двух театральных санитаров — Клюва и Когтя, которые олицетворяют Чуму.
- Не в срок — достигается во всех остальных случаях (например, если погибли все «приближённые» или игрок так и не нашёл Приказ). Эта концовка ничем, кроме реплик персонажей в театре, не отличается от концовки «Сделка», разве что сам театр будет завален трупами.

Ночной и дневной финалы имеют в себе также разветвление ещё на три мини-концовки, касающихся только судьбы Гаруспика: он может выйти из Театра и остаться жить в полученном в результате его же действий мире, может остаться в Театре среди актёров, выйдя в гримёрную и пойдя на новую попытку, а может захотеть занять место Марка Бессмертника. В этом случае Гаруспик превратится в Трагика, обернётся к залу (к экрану игрока) и поклонится.

## Разработка и релиз
В сентябре 2014 года разработчики запустили кампанию по сбору средств на краудфандинговой онлайн-площадке Kickstarter: согласно описанию на сайте Kickstarter, ремейк должен был сохранить общую сюжетную канву игры и мир оригинальной игры, но представить обновлённую графику и игровую механику, более сбалансированный геймплей, ИИ неигровых персонажей и модель поведения болезни. По обещаниям разработчиков, продолжительность игры должна была превышать 70 часов. 7 октября 2014 года кампания завершилась с итоговой суммой пожертвований в $333,127. Этих денег хватило, чтобы выполнить первую сверхцель — расширение города. Изначально релиз игры был назначен на осень 2016 года. Разработчики уверяют, что в игре достаточно изменений и нововведений, чтобы называть её отдельной игрой, а не ремейком. Параллельно разработке нового «Мора» в 2015 году было выпущено переиздание оригинальной игры с подзаголовком Classic HD; эту версию от первоначальной игры 2005 года отличали несколько улучшенная графика и новый перевод на английский язык.
В декабре 2016 года разработчики выпустили демо-версию игры с названием «Мор (Утопия): У мраморного гнезда», по сути являющуюся отдельной игрой с самостоятельным повествованием; те, кто пожертвовал достаточную сумму денег на Kickstarter или сайте игры, получили эту версию бесплатно. Позже разработку продлили до осени 2017 года. 14 марта 2017 «Мор (Утопия): У мраморного гнезда» стал доступен всем желающим. В августе 2017 разработку продлили до 2018 года, сменив русское название с «Мор (Утопия)» на «Мор», а английское — с Pathologic на Pathologic 2. При этом Pathologic 2 также остаётся новой игрой, а не продолжением оригинала.
Разработчики также сделали настольную игру с аналогичным названием.
В августе 2018 года была выпущена альфа-версия игры.
28 марта 2019 года было официально объявлено, что первая часть игры, рассказывающая историю Гаруспика, выйдет 23 мая того же года.
23 мая 2019 года была выпущена первая часть игры.
7 июня 2019 года в игру была добавлена возможность настройки уровня сложности. Игроку предлагаются как три уровня сложности, предусмотренные разработчиками (канонический — «Имаго», высокий — «Куколка» и средний — «Личинка»), так и возможность настроить сложность игры под себя по большинству её аспектов.
Руководитель студии Ice-Pick Lodge Николай Дыбовский считал игру посвящённой не постапокалипсису, а трансформации.
7 октября 2024 года было объявлено о выходе продолжения игры Pathologic 3, в которой кардинально изменится игровой процесс, а одним из главных элементов станет возможность путешествий во времени. Игра выйдет для Windows, PlayStation 5 и Xbox Series X/S. Все участники Kickstarter, поддержавшие Pathologic 2, получат новую часть без дополнительной оплаты.

## Загружаемый контент
29 октября 2019 года состоялся выход дополнения «Мраморное гнездо», которое изначальное стало доступным в декабре 2016 года в качестве демо-версии к основной игре.
В дополнении игрок берёт на себя роль Бакалавра, танатолога, посвятившего свою жизнь изучению смерти. В рамках дополнения игроку предстоит защитить последние два района Города от чумы и понять, как выбраться из своеобразной временной петли длительностью в один день, в которой застрял главный герой и в конце которой неизбежно сталкивается с живым воплощением Чумы.
Как и основная игра, дополнение имеет четыре концовки:
- Смерть в начале — согласиться умереть в самом начале игры. Санитар, представляющий собой воплощение Чумы, даже несколько расстроится такому исходу и будет недоволен Бакалавром, однако всё равно заберёт его.
- Смерть в конце — согласиться умереть в конце прожитого дня. Чума останется довольна такому исходу событий и с радостью утащит Бакалавра на тот свет. При этом игрок может последовать за ним, либо же (с сопутствующим проломом четвёртой стены) просто отдать доктора Чуме, сказав, что тот ему надоел. В любом случае игра окончится.
- Ещё одна попытка — не соглашаться на смерть в конце прожитого дня, что просто запустит его заново.
- Узнать правила — достигается чередой выполняемых поочерёдно действий для получения секретного предмета — Сердца Одонга, которое разблокирует новые реплики в разговоре с Чумой. Данная концовка является открытой, однако перед окончанием игры Чума похвалит уже не Бакалавра, а самого игрока за настойчивость и сделанный выбор, однако напомнит ему, что и самому игроку рано или поздно придётся встать перед таким же выбором.

## Музыка
Часть игрового саундтрека написала российская музыкальная группа Theodor Bastard, выпустившая альбом Utopia 4 декабря 2017. Как поясняет лидер группы Фёдор Сволочь в своём интервью, музыкантам сразу же удалось найти общий язык с разработчиками игры. По его словам, прежде чем приступать к созданию саундтрека, музыканты детально изучили бета-версию игры и мифологию «Мор. Утопия».
Своей главной задачей они ставили создание атмосферы, соответствующей игре. Работа над саундтреками заняла в общей сложности три месяца. В своей работе Theodor Bastard использовали множество инструментов, в том числе довольно необычные: тибетские ритуальные горны, сделанные из человеческой кости, самодельные колокола и монгольские музыкальные инструменты. Саундтрек группы используется в ключевых сценах игры и кат-сценах.
Основная часть саундтрека была написана композитором Василием «Mushroomer» Кашниковым. К игре написано 47 композиций Василия и 14 композиций Theodor Bastard.

## Восприятие

### Отзывы критиков
| Сводный рейтинг       | Сводный рейтинг                        |
| Агрегатор             | Оценка                                 |
| --------------------- | -------------------------------------- |
| GameRankings          | (PC) 66,57 %                           |
| Metacritic            | (PC) 69/100 (PS4) 73/100 (XONE) 64/100 |
| Иноязычные издания    |                                        |
| Издание               | Оценка                                 |
| Destructoid           | 8/10                                   |
| Edge                  | 9/10                                   |
| GameSpot              | 5/10                                   |
| PC Gamer (US)         | 6,6/10                                 |
| The Games Machine     | 7,6/10                                 |
| Русскоязычные издания |                                        |
| Издание               | Оценка                                 |
| ITC.ua                | 4,5/5                                  |
| Riot Pixels           | 69 %                                   |
| «Игры Mail.ru»        | 7/10                                   |

«Мор» получила смешанные оценки игровых ресурсов. Версия для персональных компьютеров получила 69 баллов из 100 возможных на сайте Metacritic, версия игры для PlayStation 4 — 73 балла из 100 возможных, версия игры для Xbox One — 64 балла из 100 возможных.

### Отзывы игроков
Вскоре после выхода игры часть игроков, а также некоторые игровые издания, стали жаловаться на неоправданно высокую сложность механик выживания в игре, утверждая, что это ломает атмосферу игры. В связи с этим разработчики пообещали в ближайшем будущем включить в игру возможность настройки уровня сложности. 7 июня 2019 года патч, добавляющий возможность настройки уровня сложности, вышел в свет.